# تیم ملی فوتبال کنیا
تیم ملی فوتبال کنیا نماینده کشور کنیا در مسابقات بین‌المللی و آفریقایی است که زیر نظر فدراسیون فوتبال کنیا فعالیت می‌کند.
اولین بازی رسمی این تیم در تاریخ ۱ مه ۱۹۲۶ میلادی در برابر تیم ملی فوتبال اوگاندا برگزار شده است.
تیم فوتبال کنیا در سال ۲۰۰۶ به دلایل سیاسی از جام جهانی ۲۰۰۶ آلمان حذف شد.

## تاریخچه
تیم ملی کنیا در سال ۲۰۱۹ به راه پیدا کرد. و سرمربی تیم ملی کنیا در آن زمان سباستین میگن بود که در می ۲۰۱۸ به عنوان سرمربی این کشور منصوب گردید, و از زمان انتصاب او، تیم ملی کنیا بار دیگر به ۱۰۰ کشور برتر رده بندی فیفا صعود پیدا کرد.
در روز ۸ سپتامبر ۲۰۱۸، تیم ملی کنیا ۴ بار قهرمان آفریقا شد و توانست غنا را با نتیجه ۱–۰ مغلوب خود نماید.
در روز ۸ مارس ۲۰۲۱، رئیس فدراسیون فوتبال کنیا نیک موندوا و مدیر کل اودیبتس ددان مونگای از یک مشارکت پرده برداری کردند. این همکاری نخستین مورد از نوع خودش بود که شرکت شرط بندی اودیبت هااز تیم فوتبال کنیا پشتیبانی مالی نمود تا برای ۵ مسابقه آتی آماده شود. قرارداد انگیزشی ۵ میلیون شیلینگ برای انجام دادن درخواست ها و نیازهای تیم تنظیم شد. در حالی که به صورت مشارکت مستمر تنظیم شده بود، کمک اولیه ۵ میلیون کی اس اچ به عنوان یک بار پرداخت صورت گرفت.

## محرومیت تیم ملی کنیا توسط فیفا در سال ۲۰۰۶
در تاریخ ۲۵ اکتبر ۲۰۰۶، تیم ملی کنیا بار دیگر از فوتبال بین المللی به علت ناتوانی در اجرای توافقنامه ژانویه ۲۰۰۶ که برای حل مشکل های بی پایان در  فدراسیون فوتبال آنان طراحی شده بود، محروم شد. فیفا گزارش داد که این تعویق تا هنگامی که کنفدراسیون به توافقات پیشین برگردد اجرا خواهد شد. 

## بازیکنان
- لاورنس اولوم
- ویکتور وانیاما
- مایکل الونگا

## سازنده لباس
شرکت کلمه، یک شرکت اسپانیایی است که سازنده لباس‌های ورزشی است. این شرکت در حال حاضر سازنده لباس‌های تیم‌هایی مثل لوانته، تراکتور و الچه و تیم ملی فوتبال کنیا نیز هست.